# العلاقات الإماراتية الإريترية
العلاقات الإماراتية الإريترية هي العلاقات الثنائية التي تجمع بين الإمارات العربية المتحدة وإريتريا.

## مقارنة بين البلدين
هذه مقارنة عامة ومرجعية للدولتين:
| وجه المقارنة                                              | الإمارات العربية المتحدة | إريتريا                                      |
| --------------------------------------------------------- | ------------------------ | -------------------------------------------- |
| المساحة (كم2)                                             | 83.60 ألف                | 117.60 ألف                                   |
| عدد السكان (نسمة)                                         | 9.40 مليون               | 6.33 مليون                                   |
| الكثافة السكانية (ن./كم²)                                 | 112.44                   | 53.83                                        |
| العاصمة                                                   | أبو ظبي                  | أسمرة                                        |
| اللغة الرسمية                                             | اللغة العربية            | اللغة التغرينية، اللغة العربية، لغة إنجليزية |
| العملة                                                    | درهم إماراتي             | ناكفا                                        |
| الناتج المحلي الإجمالي (بليون دولار)                      | 382.58 مليار             | 2.61 مليار                                   |
| الناتج المحلي الإجمالي (تعادل القوة الشرائية) بليون دولار | 640.72 مليار             |                                              |
| الناتج المحلي الإجمالي الاسمي للفرد دولار أمريكي          | 40.44 ألف                |                                              |
| الناتج المحلي الإجمالي للفرد دولار أمريكي                 | 67.67 ألف                |                                              |
| مؤشر التنمية البشرية                                      | 0.835                    | 0.391                                        |
| رمز المكالمات الدولي                                      | +971                     | +291                                         |
| رمز الإنترنت                                              | .ae، .امارات             | .er                                          |
| المنطقة الزمنية                                           | ت ع م+04:00              | ت ع م+03:00                                  |

## منظمات دولية مشتركة
يشترك البلدان في عضوية مجموعة من المنظمات الدولية، منها:
| علم المنظمة | اسم المنظمة                        | تاريخ انضمام الإمارات العربية المتحدة | تاريخ انضمام إريتريا |
| ----------- | ---------------------------------- | ------------------------------------- | -------------------- |
|             | مؤسسة التمويل الدولية              | 30 سبتمبر 1977                        | 11 أكتوبر 1995       |
|             | منظمة حظر الأسلحة الكيميائية       | ?                                     | ?                    |
|             | البنك الإفريقي للتنمية             | ?                                     | ?                    |
|             | يونسكو                             | 20 أبريل 1972                         | 2 سبتمبر 1993        |
|             | الأمم المتحدة                      | 9 ديسمبر 1971                         | 28 مايو 1993         |
|             | الاتحاد الدولي للاتصالات           | 27 يونيو 1972                         | 6 أغسطس 1993         |
|             | منظمة الشرطة الجنائية الدولية      | ?                                     | ?                    |
|             | البنك الدولي للإنشاء والتعمير      | 22 سبتمبر 1972                        | 6 يوليو 1994         |
|             | الاتحاد البريدي العالمي            | ?                                     | ?                    |
|             | مؤسسة التنمية الدولية              | 23 ديسمبر 1981                        | 6 يوليو 1994         |
|             | وكالة ضمان الاستثمار متعدد الأطراف | 20 أكتوبر 1993                        | 10 سبتمبر 1996       |

## وصلات خارجية
- موقع وزارة الخارجية الإماراتية